# Canon de 100 mm modèle 1891
Pour les articles homonymes, voir Canon de 100 mm.
Le canon de 100 mm modèle 1891 était un canon de marine français développé dans les années 1890, qui arma divers navires de guerre avant la Première Guerre mondiale et pendant la Seconde Guerre mondiale.

## Conception
Le canon de 100 mm modèle 1891 était un canon de marine conçu par Gustave Canet et produit par Schneider et Cie au Creusot en 1889. Il tirait des munitions à charges séparées, au début, puis fut modifié pour tirer des obus à douille. Cependant, les dimensions des armes et leur performance restèrent sensiblement les mêmes.
Le modèle 1891 était constitué d'un tube sur lequel était vissée une culasse Canet à vis. Il y avait aussi une chemise et trois couches d'anneaux de renforcement également vissés à la culasse.
L'arme était capable de tirer des obus perforants et explosifs, pesant de 14 à 16 kg.

## Utilisation

### Artillerie navale
Le canon de 100 mm modèle 1891 arma de nombreux types de navires de la Marine française, mais aussi de la Marine portugaise sous la désignation SC(tr.) 10/45, et haïtienne.
Navires de défense côtière
- Classe Bouvines - Les deux navires de cette classe avaient un armement secondaire composé de huit canons de 100 mm. Quatre étaient montés dans les différentes casemates. Les quatre autres étaient montés sur pivot directement au-dessus des casemates aux extrémités de la superstructure[5].

Cuirassés
- Bouvet - Ce navire avait un armement secondaire composé de huit canons de 100 mm sur pivot, au milieu du navire[6].
- Masséna - Ce navire avait un armement secondaire composé de huit canons de 100 mm au milieu du navire[7].

Canonnières
- Crête-à-Pierrot - Ce navire avait un armement secondaire de quatre canons de 100 mm sur pivot[8].
- Classe Surprise - Les trois navires de cette classe avaient un armement composé de deux canons de 100 mm sur pivot protégés par des boucliers, à l'avant et à l'arrière[9]
- Classe Friponne - Les 8 navires de cette classe avaient un armement composé de deux canons de 100 mm sur pivot protégés par des boucliers, à l'avant et à l'arrière.

Dragueurs de mines
- Classe Chamois - Les cinq navires de cette classe commandée avant la Seconde Guerre Mondiale disposaient d'un canon de 100 mm sous bouclier à l'avant, en raison de l'indisponibilité des canons de 100/45 M1933 initialement prévus.

Croiseurs protégés
- Classe Friant
- Classe Descartes- Les trois navires de cette classe avaient un armement secondaire constitué de deux canons de 100 mm sur pivot[6].

Transport d'hydravions
- Foudre - Ce navire avait un armement composé de huit canons de 100 mm sur pivot[10].

### Artillerie côtière
La Pologne utilisa deux canons modèle 1891 comme artillerie côtière sous l'appellation Canet 100 mm wz. 1891,. Les canons polonais, avaient été achetés en mars 1924, avec un prêt français pour le réarmement de l'Armée polonaise. Ils étaient destinés à deux ex canonnières russes de la classe Filin achetées à la Finlande : l'ORP General Haller (en) et l'ORP Komendant Pilsudski (en). Cependant, ces canons étaient trop lourds pour les navires et deux canons russes Canet de 75 mm modèle 1892 (en) furent montés à la place.
En 1932, les deux canons constituèrent la 13e batterie d'artillerie de côte créée à Oksywie pour défendre les approches du Port de Gdynia. En septembre 1939, le capitaine de la batterie était le Capitaine de l'Art. Antoni Ratajczyk et son adjoint Mar. Stanislaw Brychcy. Un des canons fut mis hors de combat le premier jour des combats, tandis que le second tira plus d'une centaine de coups avant d'être capturé.